# Trobelno
Trobelno – wieś w Słowenii, w gminie Kamnik. W 2018 roku liczyła 13 mieszkańców.